# فرودگاه منطقه‌ای دبیوک
فرودگاه منطقه‌ای دبیوک (به انگلیسی: Dubuque Regional Airport) یک فرودگاه همگانی بهره‌برداری هوایی با کد یاتا DBQ است که یک باند فرود بتن دارد و طول باند آن ۱۹۸۲ متر است. این فرودگاه در کشور ایالات متحده آمریکا قرار دارد و در ارتفاع ۳۲۸ متری از سطح دریا واقع شده است.